# Iraota arsacer
Iraota arsacer är en fjärilsart som beskrevs av Hans Fruhstorfer 1907. Iraota arsacer ingår i släktet Iraota och familjen juvelvingar. Inga underarter finns listade i Catalogue of Life.